# Județul Turda (interbelic)
Județul Turda a fost o unitate administrativă de ordinul întâi din Regatul României, aflată în regiunea istorică Transilvania. Reședința județului era orașul Turda.

## Întindere

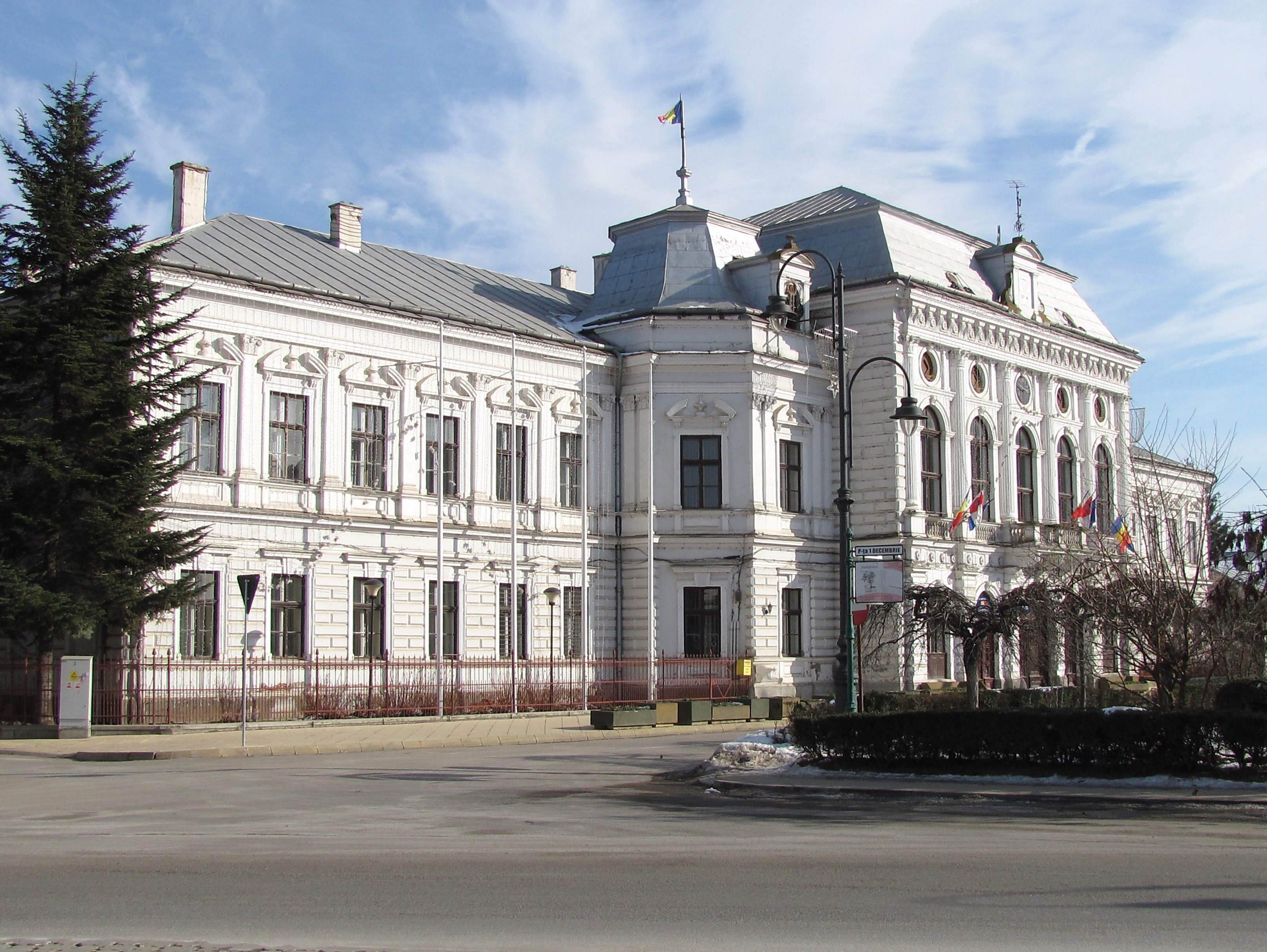
Clădirea Prefecturii județului Turda din perioada interbelică. Clădirea-monument istoric, construită între anii 1884-1886 în stil neorenascentist după planurile arhitectului Halmai Andor și situată în Piața 1 Decembrie 1918 nr. 28, îndeplinește în prezent rolul de sediu al Primăriei Turda.

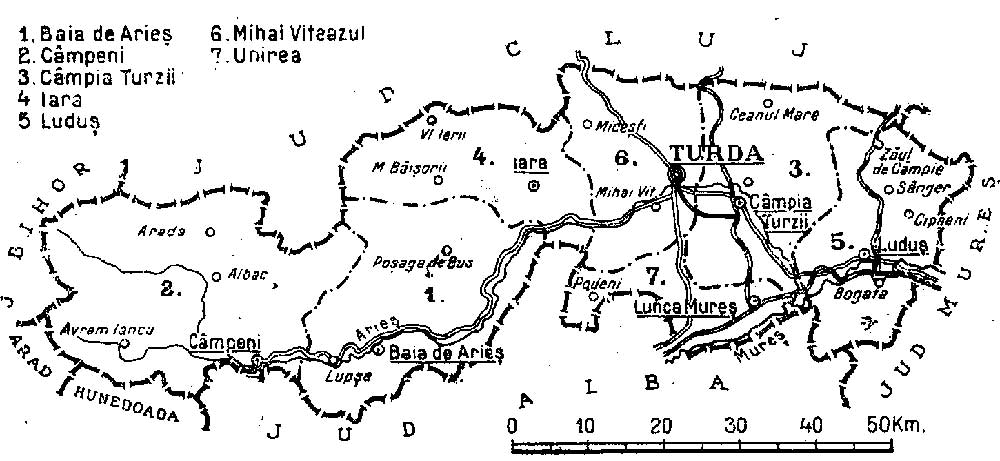
Harta județului, cu dispunerea și denumirea plășilor, în anul 1938.

Județul se afla în partea central-vestică a României Mari, în vestul regiunii Transilvania. Actualmente teritoriul lui este împărțit între județele Cluj, Alba și Mureș. Se învecina la nord cu județul Cluj, la vest cu județele Bihor și Arad, la sud cu județele Hunedoara și Alba, iar la est cu județele Târnava Mică și Mureș. Întinderea administrativă a județului interbelic Turda a fost identică cu cea a fostului comitat Turda-Arieș, care a existat între 1876 și 1925.

## Istoric
În anul 1924 au fost redenumite unele localități: Copăceni (nume vechi: Copand), Săndulești (Sând), Petrești (Petrid), Deleni (Indol), Tureni (Tur), Borzești (Berchiș), Comșești (Comițig), Mărtinești (Sânmărtinul Deșert), Vâlcele (Banabic), Pruniș (Silivaș), Cheia (Mischiu), Mihai Viteazu (Sânmihaiu), Cornești (Sinfalău), Moldovenești (Varfalău), Plăiești (Chiend), Pietroasa (Ceagz), Călărași (Hărastăș), Stejeriș (Cârcedea), Măhăceni (Măhaci), Dumbrava (Dumbrău), Unirea (Vințu de Sus), Războieni (Cucerdea), Iacobeni (Sâniacob), Viișoara (Agârbiciu), Triteni (Tritiu), Valea Largă (Țicud), Bărboși (Săcal), Luncani (Grind), Hădăreni (Hădărău), Chețani (Cheța), Gligorești (Sânmărtinul Sărat), Gura Arieșului (Vaidasig), Oprișani (Cristiș), Podeni (Hidiș) etc.
Județul Turda, înființat la 24 iunie 1925, a fost unitatea administrativă succesoare a comitatului Turda-Arieș (1876-1925). Județul a fost desființat odată cu reforma administrativă din 6 septembrie 1950.

## Organizare

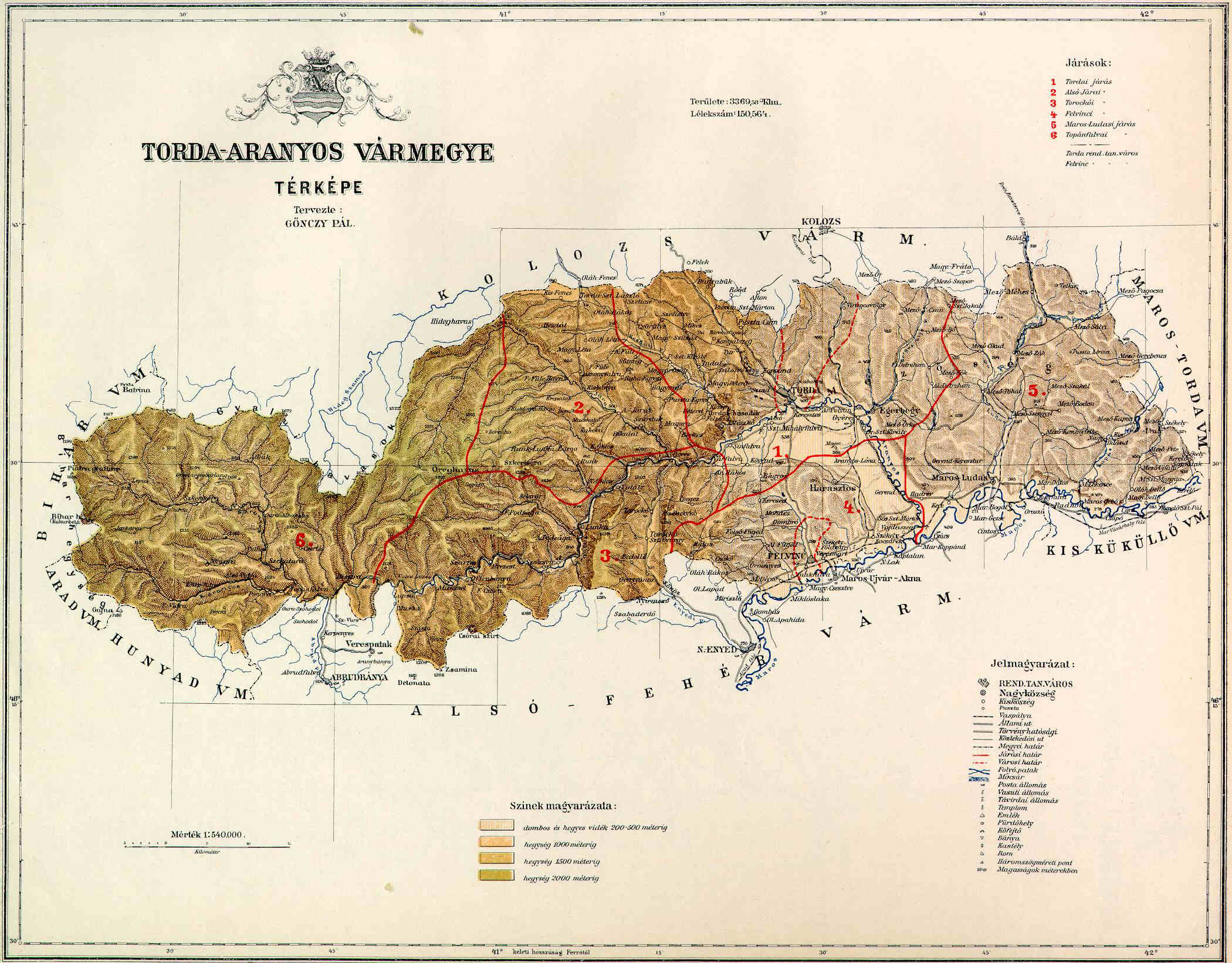
Județul Turda (1925-1950) a coincis cu teritoriul fostului Comitat Turda-Arieș (1876-1925), reprezentat pe harta de mai sus.

Între 1918-1925 județul Turda a fost împărțit provizoriu în următoarele șase plăși:
1. Plasa Baia de Arieș,
2. Plasa Câmpeni,
3. Plasa Iara,
4. Plasa Luduș,
5. Plasa Turda și
6. Plasa Vințul de Sus.

Prin legea pentru unificarea administrativă din 24 iunie 1925 (promulgată prin Decretul Regal nr. 1972 din 13 iunie 1925) județul Turda a fost reorganizat în șase plăși:
1. Plasa Baia de Arieș,
2. Plasa Câmpeni,
3. Plasa Câmpia Turzii,
4. Plasa Iara,
5. Plasa Luduș și
6. Plasa Mihai Viteazul.

Ulterior, prin reorganizarea teritorială a plășilor Mihai Viteazul, Câmpia Turzii și Luduș, a fost creată a șaptea plasă:
1. Plasa Unirea.

După Dictatul de la Viena, județul Turda a fost reorganizat într-un nou județ, numit „Cluj-Turda”, cu capitala la Turda, având următoarea circumscripție teritorială:
1. vechiul județ Turda
2. comunele rămase României din vechiul județ Cluj
3. comunele Căpușul de Câmpie, Dileul-Nou, Dileul-Vechi, Grebenișul de Câmpie, Iclandul Mare, Iclănzel, Lechința, Oarba de Mureș, Oroiul de Câmpie, Petea de Câmpie, Sânmarghita, Șăulia, Șăușa, Vaideiu, Delureni, Pogăceaua, Sângeorgiul de Câmpie și Ulieș, de la vechiul județ județ Mureș.

### Comune urbane
Județul Turda avea o singură comună urbană, Turda, care era reședința județului. Orașul avea circa 16.000 de locuitori (la recensământul din 1920) și peste 20.000 de locuitori (la recensământul din 1930) și reprezenta atât un important centru industrial, cât și reședința principalelor autorități ale județului. Instituțiile publice care se găseau în Turda erau: Prefectura și Sub-Prefectura județului, Pretura (reședința plășii Turda, până la 24 iunie 1925, după care a fost mutată la Câmpia Turzii), Primăria orașului, Poliția și Serviciul de Siguranță, Administrația Financiară, Serviciul de poduri și șosele. Justiția era reprezentată de Tribunalul Turda și de Judecătoria de Ocol. Din punct de vedere al învățământului, Turda era principalul centru al județului. Aici funcționau: Revizoratul școlar, un liceu de stat de băieți (Liceul „Regele Ferdinand”), un liceu unitarian de băieți, o școală reformat-calvină de fete, o școală de agricultură, o școală de horticultură, o școală civilă-medie de stat de fete, două școli primare de stat, trei școli primare confesionale (câte una romano-catolică, reformat-calvină și mozaică). De asemenea, orașul avea șase parohii (câte una greco-catolică, ortodoxă, reformat-calvină, unitariană, evanghelică-lutherană și mozaică). Spitalul Județean din Turda reprezenta principala unitate medicală a județului interbelic.

### Comune rurale
Cele 138 comune rurale (potrivit Anuarului „Socec al României Mari”, ediția 1924-1925) au fost următoarele (cu denumirile de atunci): Agârbiciu, Agriș, Albac, Bagiu, Baia de Arieș, Băișoara, Banabic, Bedeleu, Beiul de Câmpie, Berchiș, Bicălat, Bistra, Bogata de Mureș, Brăzești, Budiul de Câmpie, Buru, Cacova Ierii, Câmpeni, Căpușul de Câmpie, Cârcedea, Ceagz, Ceanul Deșert, Ceanul Mare, Certegea, Cheța, Chiend, Chimitelnicul de Câmpie, Cicău, Cioara de Sus, Ciugudul de Jos, Ciugudul de Sus, Ciurila, Coc, Comițig, Copand, Cornești, Cristiș, Cucerdea, Dateș, Decea, Dileul Român, Dileul Unguresc, Dumbrău, Feldioara-Războieni, Feneșel, Filea de Sus, Filea de Jos, Ghiriș-Arieș, Ghiriș-Sâncraiu, Grebenișul de Câmpie, Grind, Grind-Cristur, Hădărău, Hărastăș, Hășdate, Hăsmaș, Hidiș, Iara de Jos, Iclandul Mare, Iclănzel, Indol, Inoc, Lechința de Mureș, Lita Română, Lita Ungurească, Ludoșul de Mureș, Luna de Arieș, Lunca, Lupșa, Măgura, Măhaciu, Micuș, Miheșul de Câmpie, Mischiu, Moldovenești, Muerău, Muncel, Muntele Băișoarei, Neagra, Oarba de Mureș, Ocolișul Mare, Ocolișul Mic, Ormeniș, Oroiul de Câmpie, Petea de Câmpie, Petridul de Jos, Petridul de Mijloc, Petridul de Sus, Poiana de Arieș, Ponorel, Poșaga de Jos, Poșaga de Sus, Pusta Sâncraiu sau Sâncraiu Deșert, Rachișul de Arieș, Rachișul Român, Runc, Săcalul de Câmpie, Săcel, Sălciua de Jos, Sălciua de Sus, Sălicea, Săliște, Sând, Sângeorgiu, Sânger de Câmpie, Sâniacob, Sânmarghita, Sânmartinul Deșert, Sânmartinul Sărat, Sânmihaiul de Jos, Sânmihaiul de Sus, Sartăș, Sasavința, Șăulia, Șăușa de Câmpie, Săvădisla, Scărișoara, Șchiopi, Silvașul Unguresc, Surduc, Șuțu, Tăureni, Țicud, Trăscău, Tritul de Jos, Tritul de Sus, Tur, Urca, Vaidasig, Vaidei de Câmpie, Velcheriul de Câmpie, Vereșmort, Vidolm, Vidra de Jos, Vidra de Sus, Vințul de Sus, Zău.
Între 1918-1925 aceste comune rurale au aparținut administrativ următoarelor șase plăși:
- Plasa Baia de Arieș: Baia de Arieș, Bedeleu, Brăzești, Buru, Ceagz, Cioara de Sus, Lunca, Lupșa, Moldovenești, Muncel, Ocolișul Mare, Ocolișul Mic, Poșaga de Jos, Poșaga de Sus, Runc, Sălciua de Jos, Sălciua de Sus, Sângeorgiu, Sartăș, Sasavința, Trăscău, Vidolm.
- Plasa Câmpeni: Albac, Bistra, Câmpeni, Certegea, Neagra, Ponorel, Scărișoara, Vidra de Jos, Vidra de Sus.
- Plasa Turda: Agârbiciu, Bagiu, Banabic, Beiul de Câmpie, Ceanul Deșert, Ceanul Mare, Chiend, Ciurila, Coc, Comițig, Copand, Cornești, Cristiș, Ghiriș-Arieș, Ghiriș-Sâncraiu, Indol, Micuș, Mischiu, Petridul de Jos, Petridul de Mijloc, Petridul de Sus, Poiana de Arieș, Pusta Sâncraiu sau Sâncraiu Deșert, Sălicea, Săliște, Sând, Sâniacob, Sânmartinul Deșert, Sânmihaiul de Jos, Sânmihaiul de Sus, Silvașul Unguresc, Tritul de Jos, Tritul de Sus, Tur, Urca.
- Plasa Iara: Agriș, Băișoara, Berchiș, Bicălat, Cacova Ierii, Feneșel, Filea de Sus, Filea de Jos, Hășdate, Hăsmaș, Iara de Jos, Lita Română, Lita Ungurească, Măgura, Muerău, Muntele Băișoarei, Rachișul de Arieș, Rachișul Român, Săcel, Săvădisla, Șchiopi, Surduc, Șuțu.

- Plasa Luduș: Bogata de Mureș, Budiul de Câmpie, Căpușul de Câmpie, Cheța, Chimitelnicul de Câmpie, Dateș, Dileul Român, Dileul Unguresc, Grebenișul de Câmpie, Grind-Cristur, Hădărău, Iclandul Mare, Iclănzel, Lechința de Mureș, Ludoșul de Mureș, Miheșul de Câmpie, Oarba de Mureș, Oroiul de Câmpie, Petea de Câmpie, Săcalul de Câmpie, Sânger de Câmpie, Sânmarghita, Șăulia, Șăușa de Câmpie, Tăureni, Țicud, Vaidei de Câmpie, Velcheriul de Câmpie, Zău.

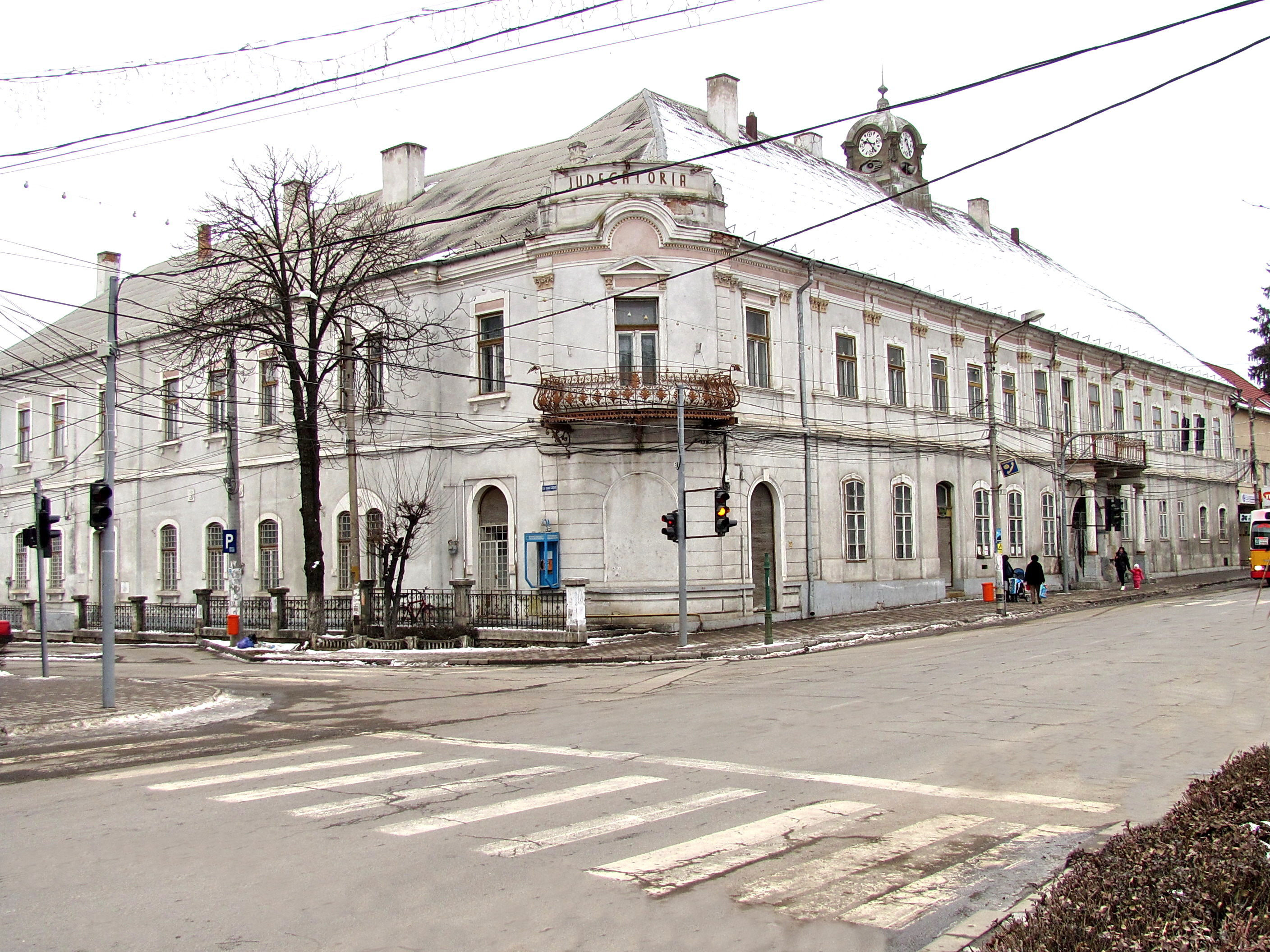
Clădirea Tribunalului județului Turda din perioada interbelică. Clădirea, cunoscută sub denumirea de Judecătoria din Turda, a fost construită între anii 1795-1806 și este situată în Piața Republicii nr. 5. De-a lungul timpului, edificiul a îndeplinit mai multe roluri: primărie, tribunal, judecătorie, penitenciar.

- Plasa Vințul de Sus: Cârcedea, Cicău, Ciugudul de Jos, Ciugudul de Sus, Cucerdea, Decea, Dumbrău, Feldioara-Războieni, Grind, Hărastăș, Hidiș, Inoc, Luna de Arieș, Măhaciu, Ormeniș, Sânmartinul Sărat, Vaidasig, Vereșmort, Vințul de Sus.

În prezent, aceste 138 foste comune rurale sunt răspândite pe teritoriile județelor Cluj, Alba și Mureș.

## Economie
Agricultura județului Turda era dezvoltată, fiind practicată pe întinse terenuri cultivabile. Comerțul era activ, mai mult cu produsele județului, centrul de desfacere fiind orașul Turda. Industria era concentrată în Turda. În acest oraș își desfășurau activitatea următoarele fabrici: una de ape gazoase, una de bere, una de ciment, două distilerii, una de mobilă, una de pielărie, una de produse chimice, una de săpun, una de sticlă, una de var, o turnătorie. În afară de aceste unități industriale, pe teritoriul județului se găseau fabrici de ape gazoase, cărămizi, țigle, fierăstraie pentru fasonat lemnul, mori sistematice, mori de apă, oțet, pielărie, sârmă, spirt, vopsele. De asemenea, exista Salina Turda, unitate închisă definitiv în anul 1932.

## Educație
- Licee și școli medii: 2 licee de stat de băieți (Liceul „Regele Ferdinand” din Turda și Liceul „Horea” din comuna Câmpeni), 1 liceu confesional de băieți, 1 școală comercială confesională de fete, 1 școală de agricultură, 1 școală de horticultură.
- Școli primare de stat: 52 române, 10 maghiare.
- Școli confesionale: 96 școli române (52 greco-catolice, 44 ortodoxe), 10 școli maghiare (4 romano-catolice, 4 reformat-calvine, 2 unitariene), 2 școli evreiești.

## Populație
În anul 1930 județul avea o populație de 183.282 de persoane, dintre care 74,4% români, 21,4% maghiari, 2,3% țigani (rromi), 1,2% evrei ș.a. Ca limbă maternă în județ domina limba română (75,1%), urmată de maghiară (22,2%), țigănească (1,2%) ș.a. Din punct de vedere confesional structura populației era astfel: 42,3% greco-catolici, 33,1% ortodocși, 14,4% reformați, 4,5% unitarieni, 4,1% romano-catolici ș.a. Distribuția populației județului pe orașe și plăși era următoarea:
| Unitate administrativă  | Locuitori | Bărbați | Femei  |
| ----------------------- | --------- | ------- | ------ |
| Orașul Turda            | 20.057    | 9.882   | 10.175 |
| Total rural             | 161.896   | 80.295  | 81.601 |
| 1. Plasa Baia de Arieș  | 15.162    | 7.493   | 7.669  |
| 2. Plasa Câmpeni        | 35.986    | 17.990  | 17.996 |
| 3. Plasa Câmpia Turzii  | 31.883    | 15.707  | 16.176 |
| 4. Plasa Iara           | 16.996    | 8.462   | 8.424  |
| 5. Plasa Luduș          | 33.230    | 16.486  | 16.744 |
| 6. Plasa Mihai Viteazul | 28.749    | 14.157  | 14.592 |

### Mediul urban
În anul 1930 populația urbană a județului era de 20.023 locuitori, dintre care 49,7% maghiari, 38,9% români, 4,3% evrei, 2,6% germani, 2,4% țigani ș.a. Ca limbă maternă în mediul urban domina limba maghiară (53,1%), urmată de română (39,0%), germană (2,7%), idiș (2,2%), țigănească (1,2%) ș.a. Din punct de vedere confesional orășenimea era alcătuită din 30,9% reformați, 26,0% greco-catolici, 15,7% romano-catolici, 12,0% ortodocși, 9,2% unitarieni, 4,3% mozaici ș.a.

## Materiale documentare

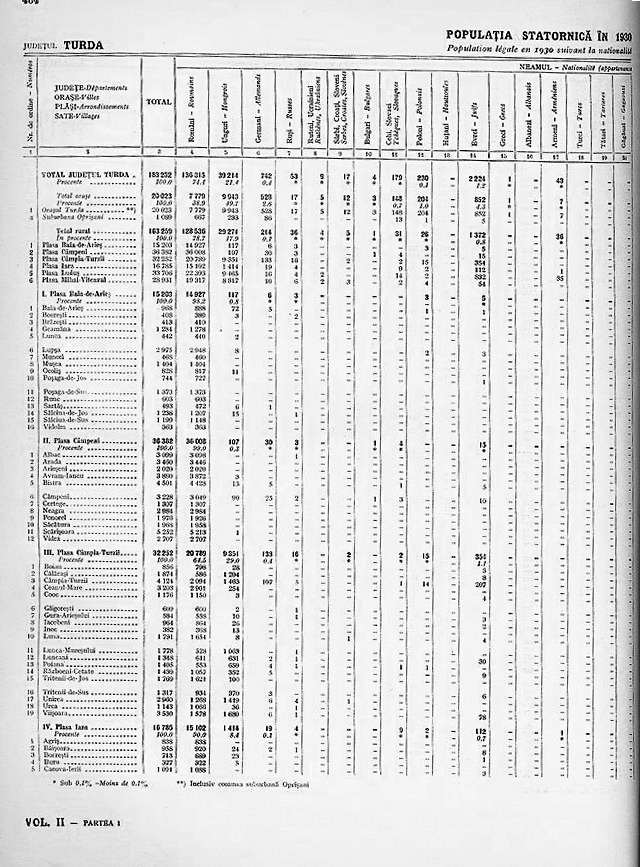
Populația județului în anul 1930, după etnie și limbă maternă
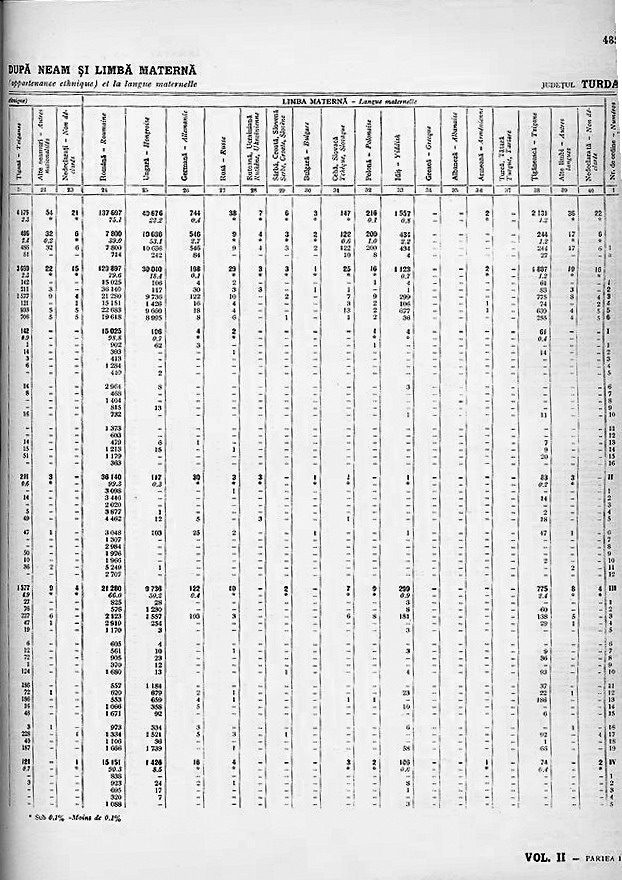
Populația județului în anul 1930, după etnie și limbă maternă
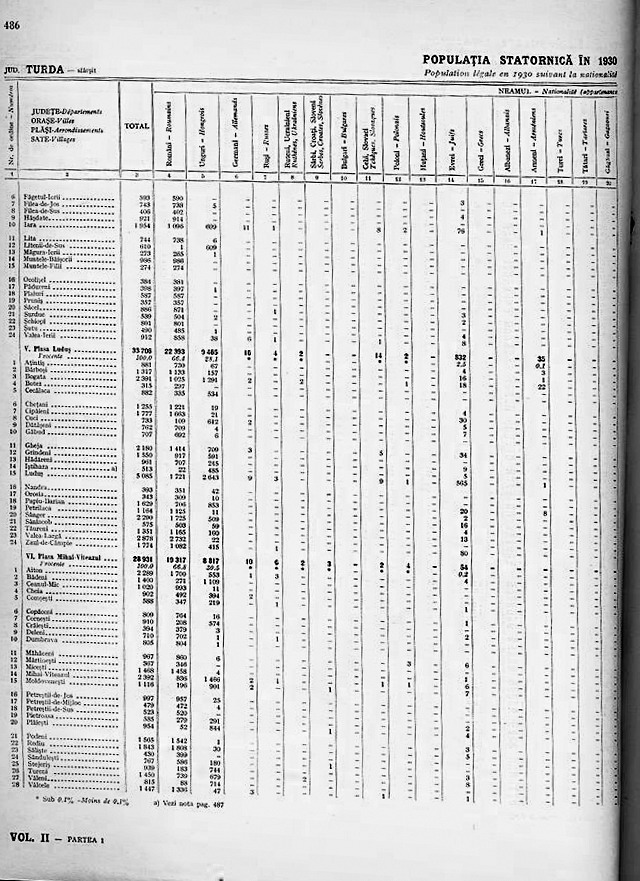
Populația județului în anul 1930, după etnie și limbă maternă
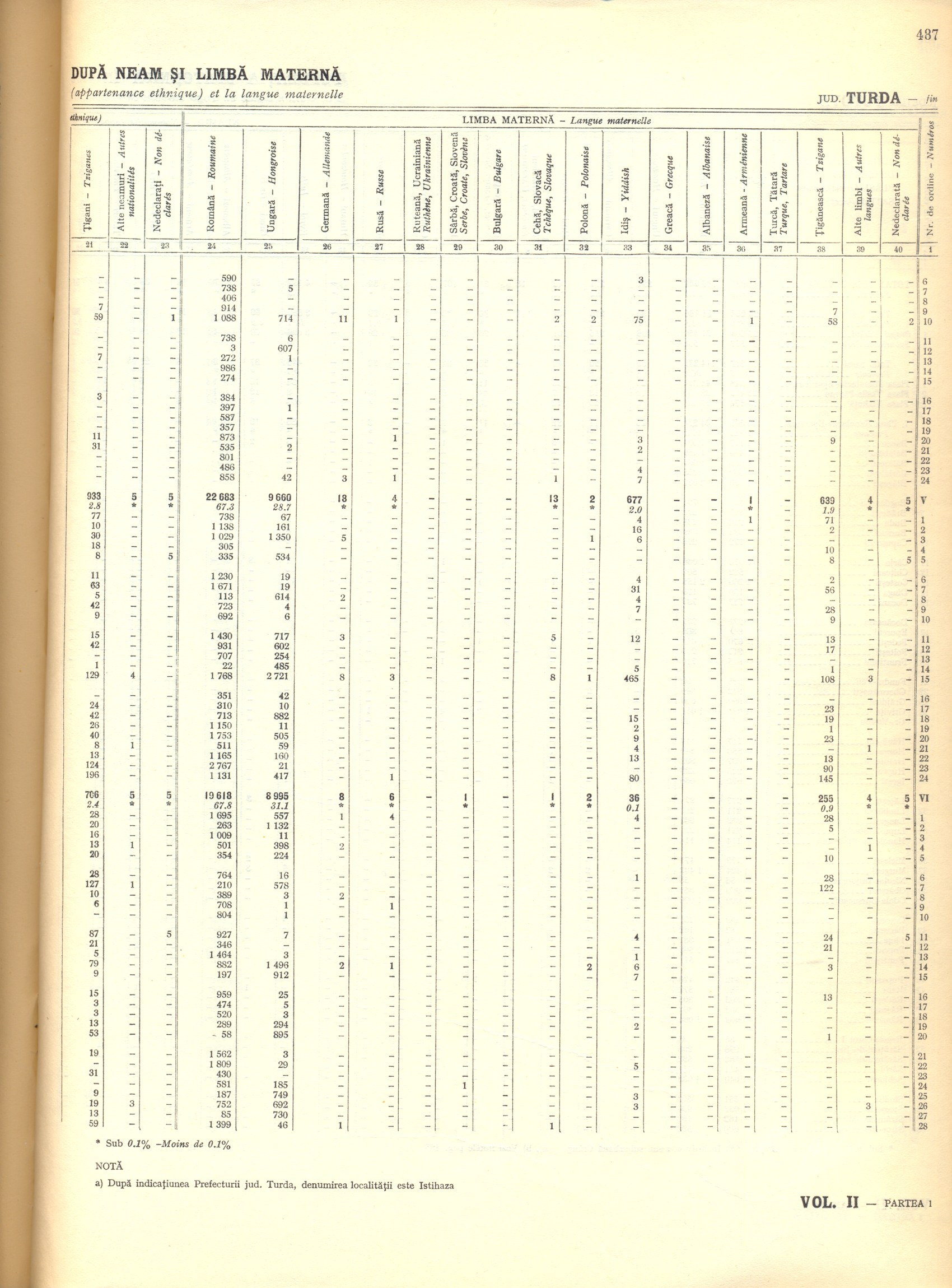
Populația județului în anul 1930, după etnie și limbă maternă
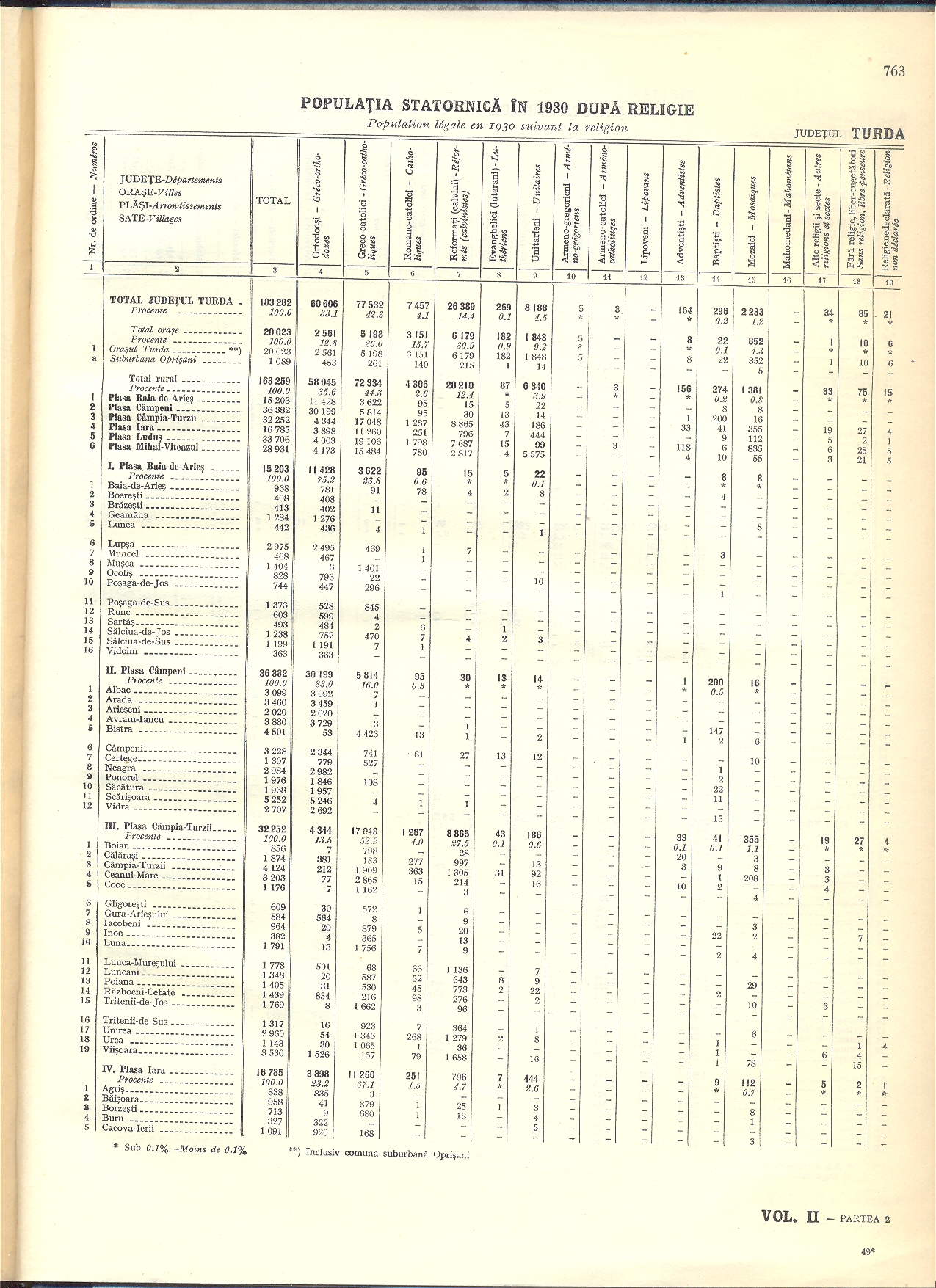
Populația județului în anul 1930, după religie
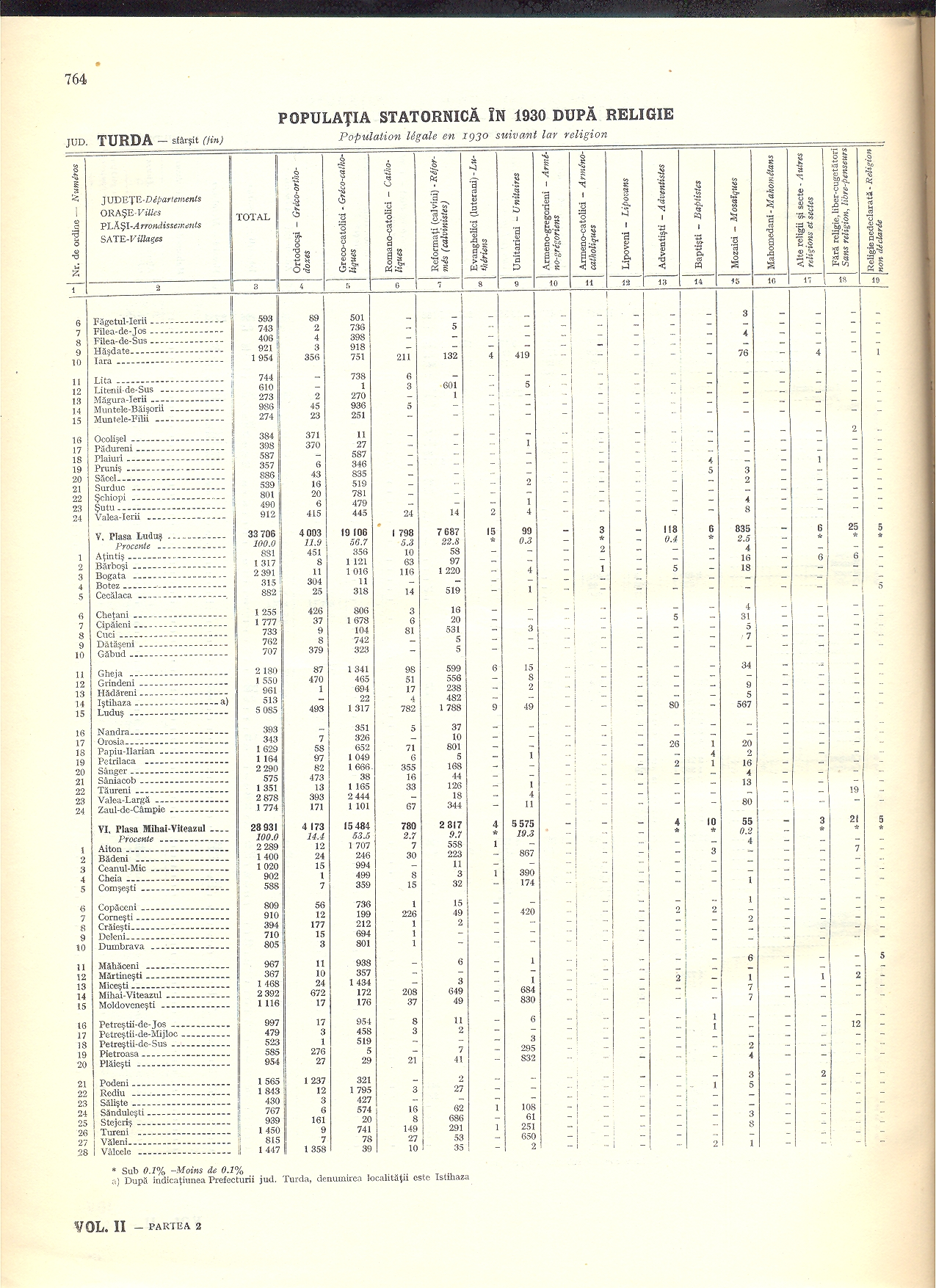
Populația județului în anul 1930, după religie